# Dasygaster albiviata
Dasygaster albiviata là một loài bướm đêm trong họ Noctuidae.